# IRC-bot
Een IRC-bot is een bot die gebruikt wordt voor automatische taken op een Internet Relay Chat-channel, voor administratieve taken (buitenhouden van spammers, grof taalgebruik, kanaalbeheerders handhaven), statistieken (meest actieve personen, etc), het doorgeven van nieuws of het organiseren van spelletjes (vaak in de vorm van Trivia, zie Triviaal) of het delen van bestanden (Xdcc). Ook bestaan er bots die gebruikt worden om de controle over de computer over te nemen, deze bots worden vaak gebruikt door hackers.
Dergelijke bots worden vaak geschreven in de mIRC-script scripttaal, omdat deze taal zich volledig richt op IRC. Ook de op de Tcl-scripttaal gebaseerde Eggdrop wordt vaak ingezet. Dit is echter geen vereiste, een IRC bot kan in vrijwel iedere programmeertaal worden geschreven. Omdat het IRC protocol open is, is het voor iedereen mogelijk een IRC bot te maken.

## IRCBot (kwaadaardig)
De term IRCBot wordt ook gebruikt voor kwaadaardige programma's. Deze bots geven een persoon, meestal een hacker via IRC toegang tot de computer waar de bot op is geïnstalleerd. Dit installeren gebeurt meestal zonder medeweten van de eigenaar van de computer. Deze IRC bots worden vaak, net als Trojaanse paarden, gebruikt om (persoonlijke) informatie van de computer te stelen, andere programmatuur te installeren, servers aan te vallen (DDoS) en spam te verzenden. Deze bots worden over het algemeen bewust door een persoon aangestuurd en zullen uit zichzelf geen actie ondernemen.